# The Burgomaster of Stilemonde
The Burgomaster of Stilemonde is een Britse dramafilm uit 1929, geregisseerd door George Banfield. De film is gebaseerd op het toneelstuk Le Bourgmestre de Stilmonde van Maurice Maeterlinck uit 1918. De hoofdrollen worden vertolkt door John Martin Harvey, Fern Andra en Robert Andrews.

## Verhaal
De film brengt de wreedheden van Duitsland tegen België tijdens de Eerste Wereldoorlog in beeld.

## Rolverdeling
- John Martin Harvey als Cyrille van Belle (de burgemeester)
- Fern Andra als Isabelle Hilmer
- Robert Andrews als Lt. Otto Hilmer
- John F. Hamilton als Odilion van Belle
- Fred Raynham als Baron von Rochow
- Wilfred Shine als Claus
- A.B. Imeson als Capt. Karl von Shernberg
- Oswald Lingard als Father de Coninck
- Kinsey Peile als Sherrif Vermandel
- Mickey Brantford als Flores
- Adeline Heyden Coffin
- C. V. France

## Productie
De film werd geproduceerd door Walthamstow Studios en werd op locatie gefilmd in België. Hij werd goed ontvangen door de critici.